# Funda

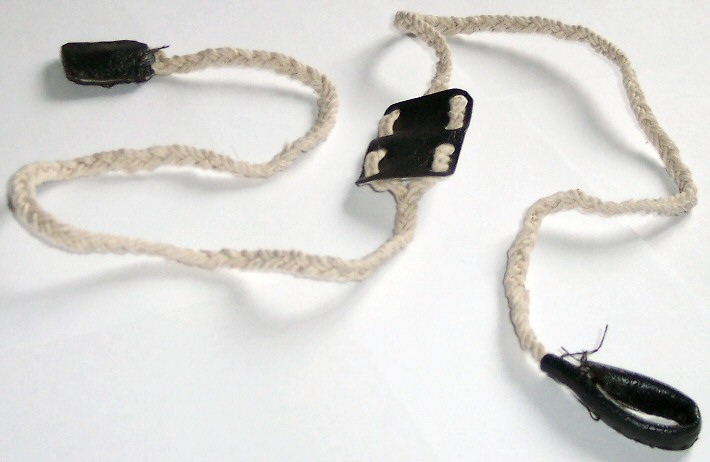
Uma funda artesanal

Uma funda ou fundíbulo é uma arma de arremesso constituída por uma correia ou corda dobrada, em cujo centro é colocado o objeto que se deseja lançar. Também chamada de atiradeira, catapulta ou estilingue, embora alguns desses nomes possam remeter a tipos de armas de arremesso específicos.
Uma das mais antigas e primitivas armas feitas pelo homem, seu uso é registrado entre os primitivos australianos, e diversos povos da Antiguidade, tais como gregos e hebreus.
Neste último povo é célebre a passagem contida no Antigo Testamento em que David derrota o gigante Golias, utilizando-se de uma funda.

## Fundibulários

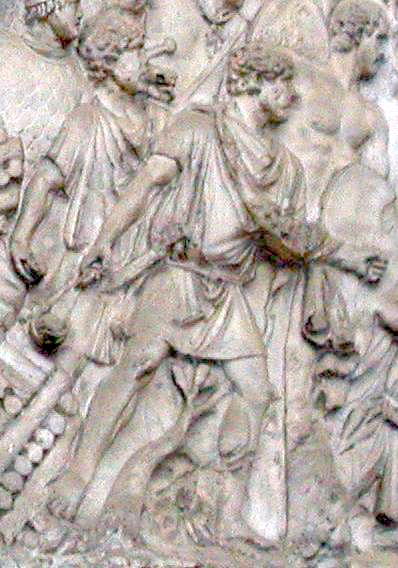
Fundibulários na Coluna de Trajano - baixo relevo romano

Nos antigos exércitos os fundeiros (nome que também designa o fabricante de fundas) ou fundibulários (também eram ditos fundistas, mas modernamente essa palavra é empregada, no atletismo, para designar os praticantes das categorias de longa distância) formavam uma importante linha de ataque nas batalhas, geralmente por detrás dos lanceiros e antes dos besteiros e seteiros.
Eram soldados que treinavam a pontaria para o arremesso de pedras a longa distância, provocando com elas tantas baixas quanto as flechas. Importante papel desempenharam nas batalhas do cartaginês Aníbal Barca.

### Entre os romanos

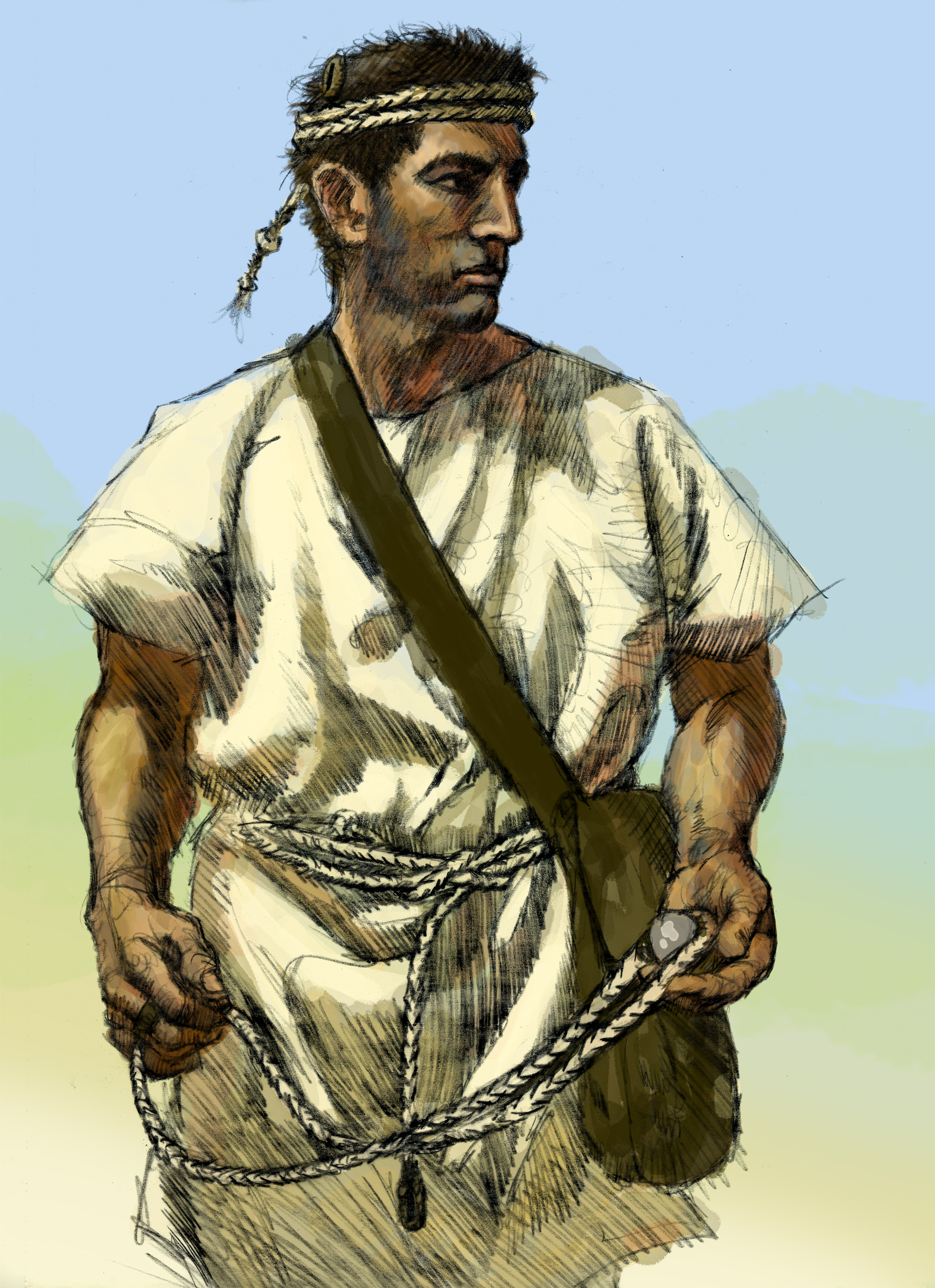
Fundaeiro das ilhas Baleares (famosos pela habilidade com a funda).

O escritor romano Vegécio registrou:
"Os recrutas serão ensinados na arte de lançar pedras com ambas as mãos e com a funda. Dizem que os habitantes das Ilhas Baleares são os inventores da funda, e de as administrar com surpreendente destreza, o que se deve à forma como educam suas crianças. As crianças não eram permitidas ter a comida antes que a tivessem golpeado com a funda. Os soldados, mesmo usando suas armaduras defensivas, são mais duramente afetados com as pedras redondas lançadas pelas fundas que por todas as setas do inimigo. As pedras matam, sem mutilar o corpo, provocando uma mortal contusão em que não sabido que os antigos usavam fundíbulos em todas as suas batalhas. É imprescindível instruir todas as tropas, sem exceção, neste exercício, pois a funda não pode ser tida como algo difícil, e é de grande utilidade, especialmente quando devem ocupar lugares pedregosos, ou defender uma montanha ou elevação, e ainda proceder à defesa de um castelo ou cidade."

### Uso da funda pelos nativos do Novo Mundo
A funda foi pouco utilizada pelos nativos das Américas. Os Timucua da Geórgia e Flórida a usavam
Há registro do emprego da funda na era pré-colombiana pelos índios Matlaltzinca, do vale de Toluca, no México. Os projéteis usados na funda podiam ser de pedra ou feitos de argila, sendo estes moldados à mão e secos ao sol. Na caça de patos e outras aves aquáticas os de argila eram os preferidos porque eram mais leves e repicavam na superfície da água, aumentando a chance de abater mais de um animal a cada arremesso
Nas batalhas os atiradores de funda ficavam logo atrás da linha de batalha e eram abastecidos com projéteis trazidos em cestas por meninos. Muitos índios consideravam a funda uma arma mais mortal do que o arco e flecha e seu projétil atingia uma distância maior.

## Técnica de uso e arremesso

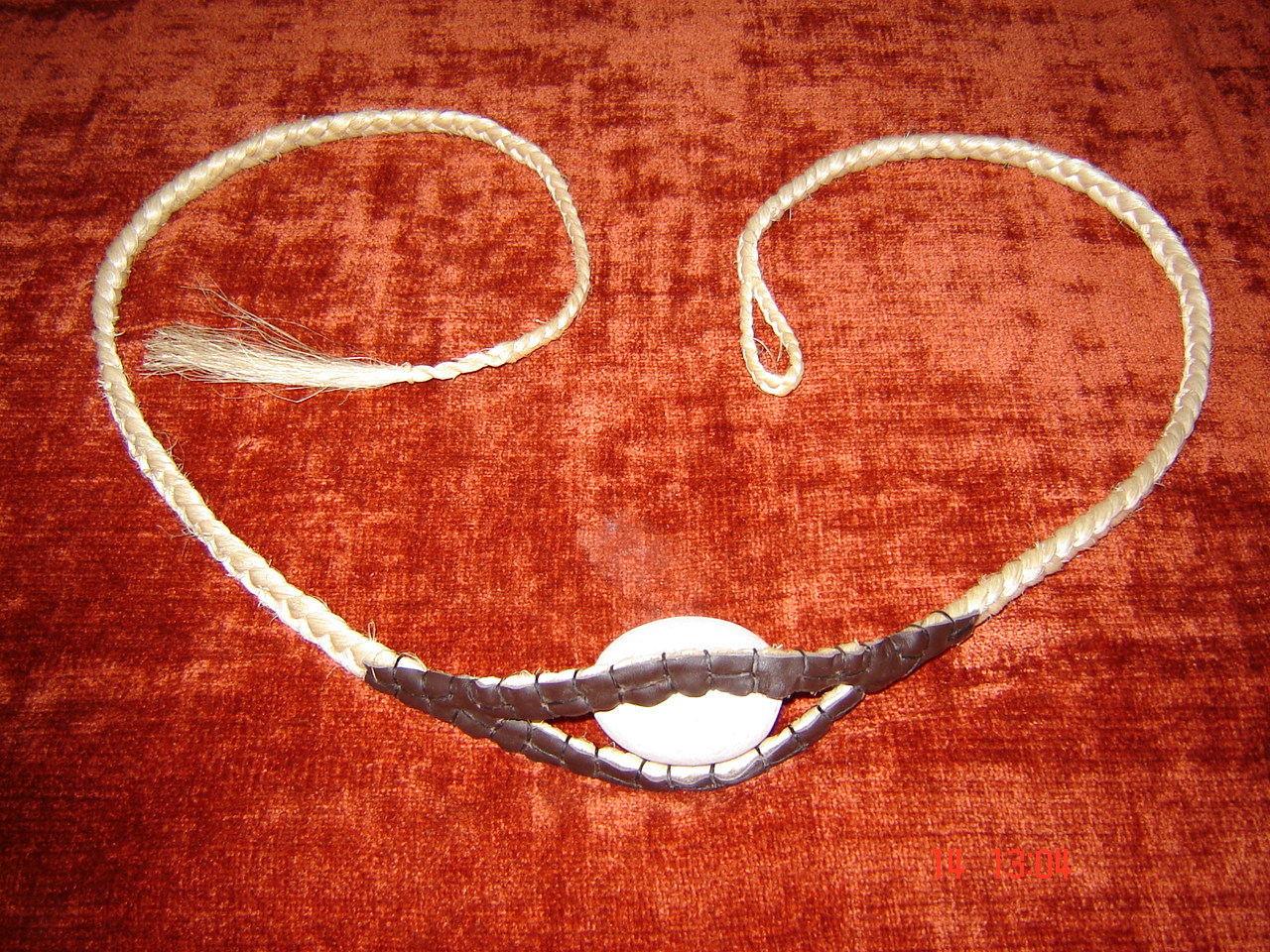
reconstituição de uma funda das Ilhas Baleares

Apesar de simples e primitiva, a funda requer certo conhecimento para sua fabricação: compõe-se basicamente de uma corda, dividida em 3 partes: pulseira, onde o fundibulário prende a corda; a baladeira, onde de assenta o projétil; ponta de gatilho, que deverá ser solta no momento oportuno, fazendo com que a pedra seja arremessada.
Para o lançamento das pedras, a funda deve ser feita de modo a possibilitar a firme disposição do projétil durante a fase em que será girada, a fim de dar maior impulso no lançamento. Este é feito soltando-se uma das pontas do armamento - algo que requer destreza por parte do fundeiro.
O momento para o lançamento é importante, a fim de não apenas conferir ao projétil seu direcionamento correto, mas ainda para ter a certeza de que, além da distância, possa também atingir o alvo.

## David e Golias

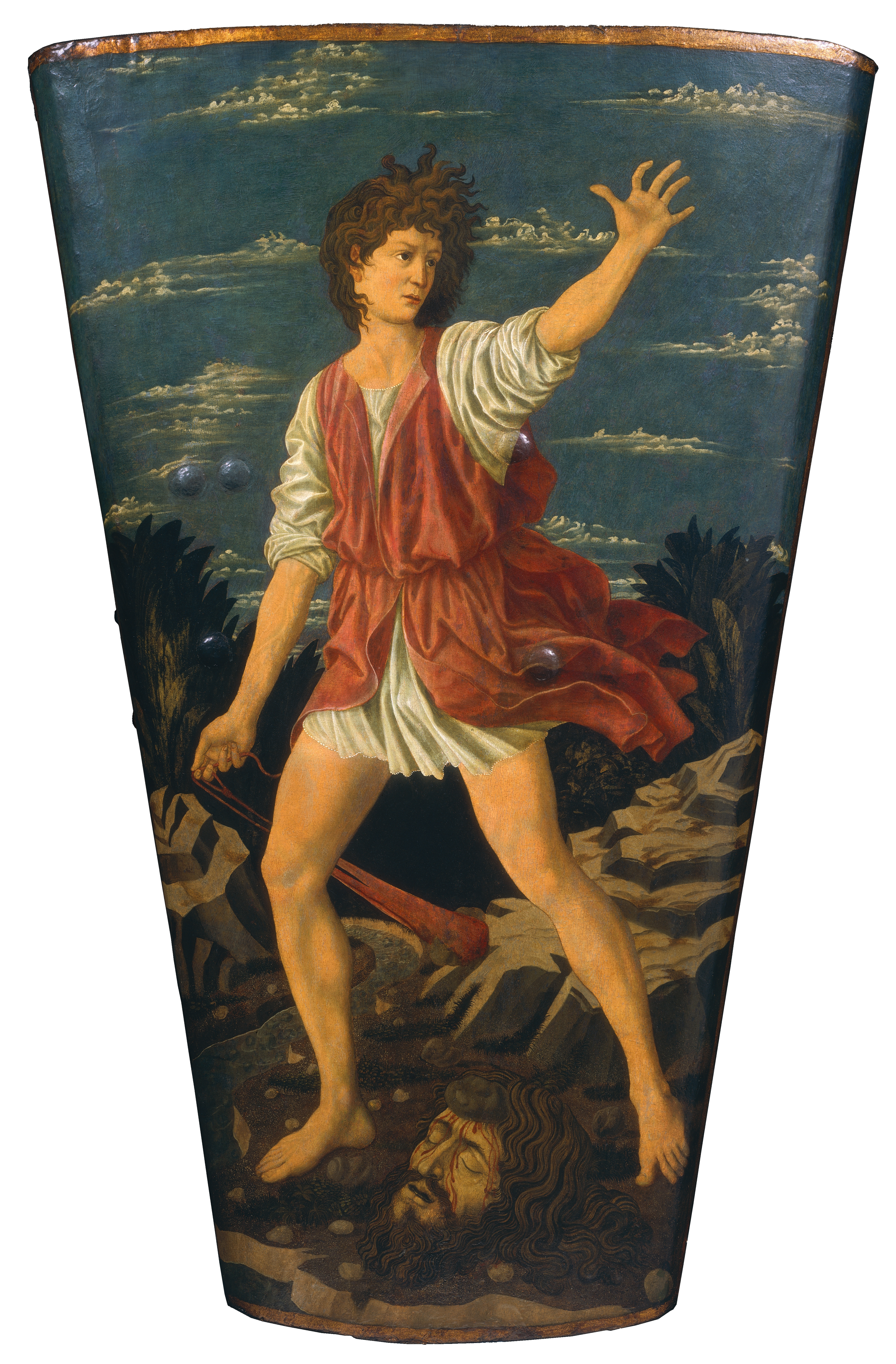
Davi com uma funda.

Segundo o relato bíblico, Golias era um homem com estatura de 2,90 metros, e sua armadura pesava cerca de 55 quilos. A ponta de ferro da sua lança pesava outros 7 quilos.
Em I Samuel, capítulo 17, este guerreiro descomunal estava tão confiante da sua força ao enfrentar os exércitos de Israel, chefiados pelo rei Saul, que o desafiou durante quarenta dias: Golias postava-se diante dos soldados inimigos e intimava para que apresentasse um homem que lutasse contra ele - sem que nenhum deles ousasse aceitar o desafio.
Segundo o relato, os três irmãos de David haviam marchado para a guerra ao lado de Saul. Certo dia, Jessé, pai dos jovens, pede ao pequeno David que leve comida ao acampamento e informe-se do andamento da luta. No dia seguinte o jovem pastor dirigiu-se até onde parava o exército.
Ali, assiste ao desafio feito pelo gigante, escutando ainda que àquele que o derrotasse teria por recompensa ouro e a mão da filha do rei. Eliabe, seu irmão, o repreende, mas o jovem diz a Saul que enfrentará o filisteu.
David conta que, cuidando das ovelhas, enfrentara ursos e leões. Saul vestiu-lhe com as roupas de combate mas, não acertou a andar com elas, retirando-as.
Tomou, então cinco pedras no seu alforje de pastor, e carregou sua funda, indo em direção ao gigantesco inimigo. Este, vendo-o, desdenhou o adversário:
"Sou eu algum cão para tu vires a mim com paus? Vem a mim, e darei a tua carne às aves do céu e às bestas do campo".
Ocorre, enfim, o combate entre os tão díspares representantes de Israel e dos filisteus, marco do início da ascensão de um simples pastor que veio a tornar-se rei dos judeus:
E David meteu a mão no alforje e tomou dali uma pedra e com a funda lha atirou, e feriu o filisteu na testa, e a pedra se lhe cravou na testa, e caiu sobre o seu rosto em terra.
E assim David prevaleceu contra o filisteu, com uma funda e com uma pedra...

## Fustíbalo
Uma arma derivada da funda mais extensa que um braço humano, utilizando um haste de madeira e mantendo uma funda na ponta.
Criada por volta de 500 a.C.